# Heilig Geist (Sarstedt)

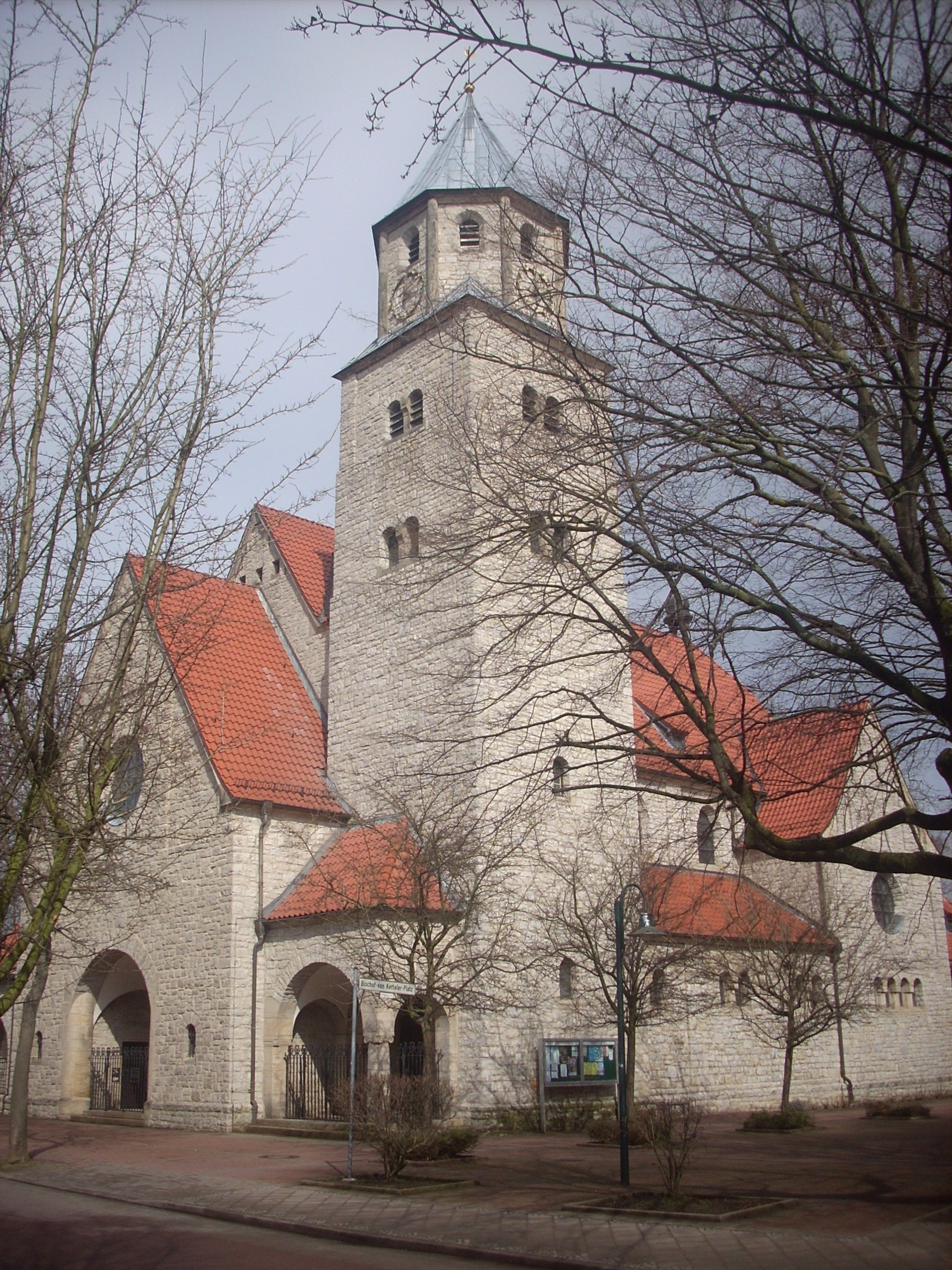
Heilig Geist von Südwesten (2010)

Heilig Geist ist die katholische Pfarrkirche von Sarstedt im Landkreis Hildesheim. Sie befindet sich in der Friedrich-Ludwig-Jahn-Straße 14, das benachbarte Pfarrheim am Bischof-v.-Ketteler-Platz 1. Die Pfarrgemeinde gehört zum Dekanat Borsum-Sarstedt des Bistums Hildesheim.

## Architektur und Ausstattung
Die Kirche wurde 1912–1913 nach Plänen von Eduard Endler erbaut. Am 16. Juni 1912 erfolgte die Grundsteinlegung und am 5. Oktober 1913 die Kirchweihe durch Bischof Adolf Bertram. Sie ist eine neuromanische, nach Nordosten ausgerichtete Basilika auf Kreuzgrundriss aus hellgrauem, grob behauenem Naturstein. Dem dreischiffigen Langhaus ist eine offene Vorhalle an der Straßenseite und ein Chor mit halbrunder Apsis angefügt. Die Querhausarme sind niedriger als das Mittelschiff. An der Südseite der Portalfront steht seitlich der massive Turm mit quadratischem Grundriss und oktogonalem Glockengeschoss.

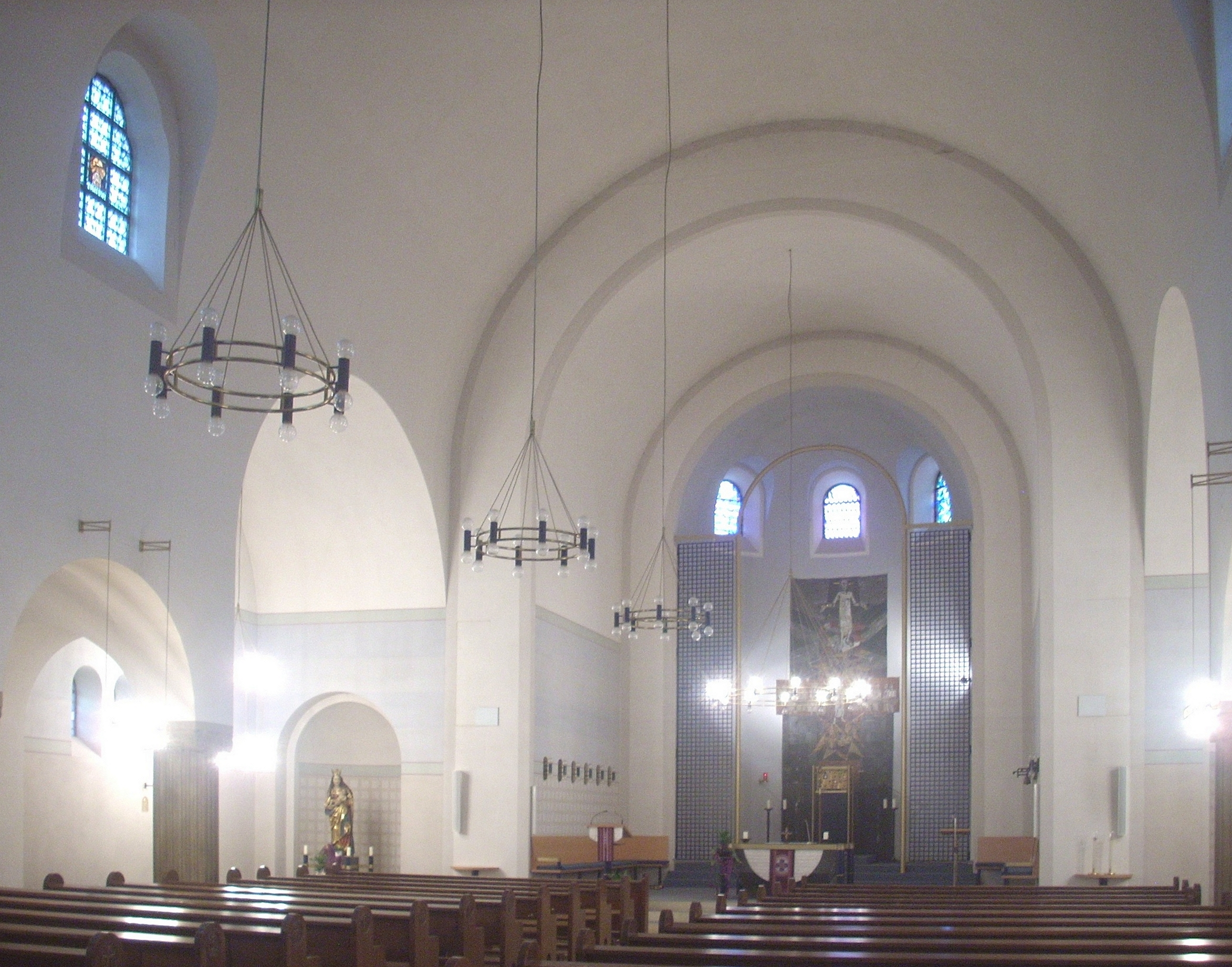
Inneres nach Osten (2010)

Der Inneneindruck wird von dem mächtigen Tonnengewölbe beherrscht, das das Mittelschiff überspannt und sich zum Chor und zur Apsis in zwei triumphbogenartigen Abstufungen fortsetzt. Die Wandflächen sind seit der Neugestaltung von 2001 (Leitung: Christoph Gerlach) weiß gehalten, mit zartblauen Feldern, rötlichen Gitterstrukturen und hellgrauen Markierungen der Bögen und Nischen. Das Gittermotiv wird von den hohen, flügelartigen Trennelementen aufgenommen, die den Tabernakelbereich, das Allerheiligste, vom übrigen Raum absondern. Dort befindet sich ein großflächiges Mosaik (Claus Kilian, 1969), das mit Bezug auf das Heilig-Geist-Patrozinium der Kirche das Pfingstgeschehen darstellt. Altar und Sedilien wurden 2001 bewusst auf die Assoziation einer festlichen Mahlfeier hin gestaltet. Von den Heiligenfiguren ist die Mondsichelmadonna die bedeutendste, das Werk eines unbekannten Künstlers um 1700.

## Geschichte
Die Sarstedter nachreformatorische katholische Gemeinde ist eine Tochter der bischöflich-hildesheimischen Amtspfarrei Ruthe und verdankt ihr Entstehen und Wachsen der stürmischen Entwicklung Sarstedts seit Mitte des 19. Jahrhunderts. Der Einrichtung einer katholischen Schule (1898) folgte 1906 der Kauf eines Kirchbaugrundstücks und 1908 die Errichtung der Filialkirchengemeinde, die jedoch erst am 1. April 1961 den vollen Status einer Pfarrei erhielt. Die erste Hälfte des 20. Jahrhunderts war durch das Aufblühen der Vereine und Verbände gekennzeichnet, die zweite durch den Zustrom vor allem schlesischer Vertriebener und Spätaussiedler. Die Gemeinde, die 1958 selbstständig wurde, gründete 1963 einen Kindergarten und 1982 ein Altenheim.
Seit dem 1. Dezember 2002 gehört die Kirche zum neu gegründeten Dekanat Borsum-Sarstedt, zuvor gehörte sie zum Dekanat Förste-Sarstedt. Seit dem 1. September 2010 gehören zur Pfarrgemeinde auch die katholischen Kirchen in Burgstemmen, Nordstemmen und Ruthe; die seit dem 1. Januar 2009 ebenfalls zur Pfarrgemeinde gehörende Kirche Heilig Kreuz in Schulenburg wurde 2012 profaniert. 2024 folgte die Profanierung der St.-Michael-Kirche in Nordstemmen.

## Katholische Einrichtungen
In Sarstedt befinden sich neben der Kirche und dem Pfarrheim noch folgende katholische Einrichtungen:
- Kindergarten St. Hedwig (Weichsstraße 15)
- Altenzentrum Heilig Geist (Burgstraße 12), es verfügt über eine Hauskapelle
- Friedhof an der Hildesheimer Straße mit 1958 errichteter Allerheiligenkapelle